# 江夏画派
江夏画派是明朝前期的绘画流派，创始人为江夏人吴伟，与浙派并称，这两派是明初期师承南宋院体的两大派别，艺术上师承南宋马远、夏圭的画风。又有认为江夏派是浙派的分支。有江夏画派中国画研究院已于2009年成立。现址位于武汉江夏区。